# Guillaume de Hellande
Guillaume de Hellande (décédé le 3 avril 1462 à Gerberoy) est le 79e évêque de Beauvais.

## Famille
Il est le fils de Robert de Hellande, sieur de Hellande en Caux et de Lamberville et de dame Jeanne de Montmorency, fille de Jean de Montmorency, sieur de Beausault et de Isabelle de Nesle. Il a une sœur, Marie de Hellande, abbesse de Saint-Paul (de 1409 à sa mort le 11 février 1464).
Son nom proviendrait d'une terre située dans le bailliage de Caux, vraisemblablement entre Manéglise et Angerville-l'Orcher, où se situe l'actuel domaine dit "des Hellandes". Les membres de la famille dont on retrouve une trace sont :
- Jean de Hellande qui participa au siège de Jérusalem en 1099.
- Jean, seigneur de Hellande, qui obtint une rémission qui se trouve dans les Registres des Chartes du Roi, de 1311 à 1349.
- Le chevalier Lévi de Hellande qui combattit sous les ordres de Colard d'Estouteville en 1369, et était employé à la garde de Montivilliers en 1371. Les armes de la famille apparaissent pour la première fois dans une quittance de 1372 : une bande chargée de trois marteaux, et pour cimier deux longs cols ou têtes d'oiseaux.
- Robin de Hellande, seigneur de Hellande et de Lamberville-en-Caux qui servait le Roi dans les guerres de Picardie et de Flandre dans les années 1380.
- Robert de Hellande, chevalier, chambellan, qui servait le duc de Guyenne avec 33 écuyers en 1412, qui se trouva dans l'armée du Roi contre les rebelles du Berry. Il fut établi bailli de Rouen en 1413 pour faits de guerre, fait prisonnier à la bataille d'Azincourt et mourut en décembre de la même année.
- Robert de Hellande, chevalier, chambellan du Roy, connétable et prévôt de la cité de Carcassonne, signataire d'une charte en 1435

## Biographie
Il est, tout d'abord chanoine et archidiacre de l'église de Reims, puis le 19 mai 1444, il est élu évêque et comte de Beauvais, pair de France, pour remplacer Jean II Jouvenel des Ursins, transféré à Laon. Il entre dans Beauvais, le 24 août 1444. 
En 1452, Guillaume de Hellande est prêtre cardinal du titre de Saint-Martin. 
En 1455, il intervient comme juge lors de la révision du procès de Jeanne d'Arc. Ce procès en révision eut lieu sur demande de Charles VII, qui voulait réhabiliter la mémoire de celle qui avait contribué à sa victoire et à son couronnement de roi de France. Son prédécesseur Jean II Jouvenel des Ursins figurait également parmi les juges. Ces derniers se rendirent à Rouen et entendirent plus de cent témoins dont ceux qui avaient combattu aux côtés de Jeanne d'Arc et plusieurs personnes qui avaient participé au procès original. Jeanne d'Arc fut innocentée, sa mémoire réhabilitée, des processions eurent lieu et des statues élevées en son honneur.
Il participe au concile de Soissons et en 1457 au procès du Duc Jean II d'Alençon (Valois) à Vendôme comme pair de France.
En 1461, il participe au sacre de Louis XI à Reims. À cette occasion, en tant qu'évêque de Beauvais, il fait partie des 12 pairs de France devant porter un symbole du pouvoir royal. En ce qui le concerne, il porte le manteau ou dalmatique royale azur fleurdelisée d'or. Il est représenté à ce titre sur un vitrail de la cathédrale Notre-Dame d'Évreux.
Il décède le vendredi saint 3 avril 1462 et est inhumé dans le chœur de la cathédrale de Beauvais.

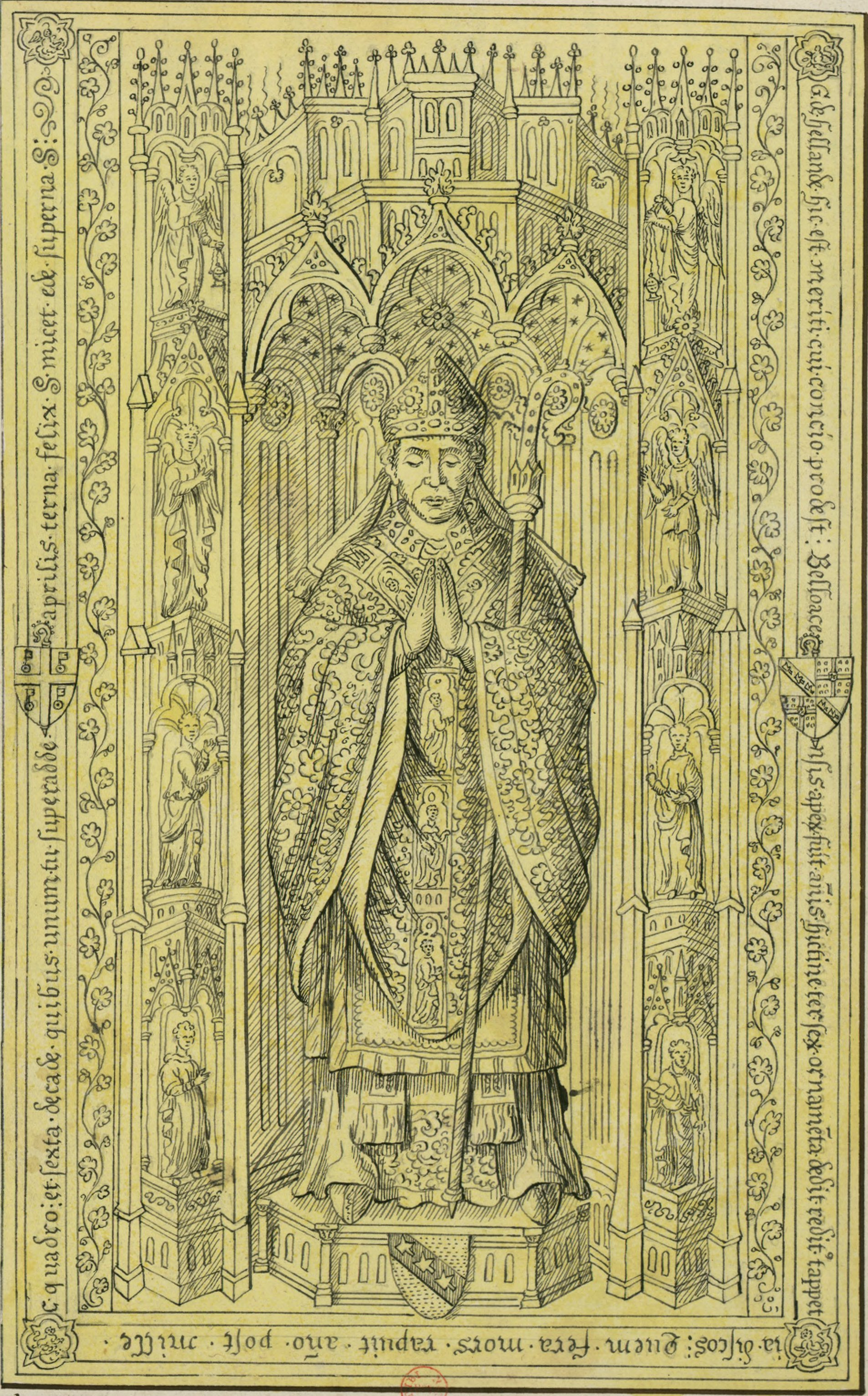
Pierre tombale de Guillaume de Hellande
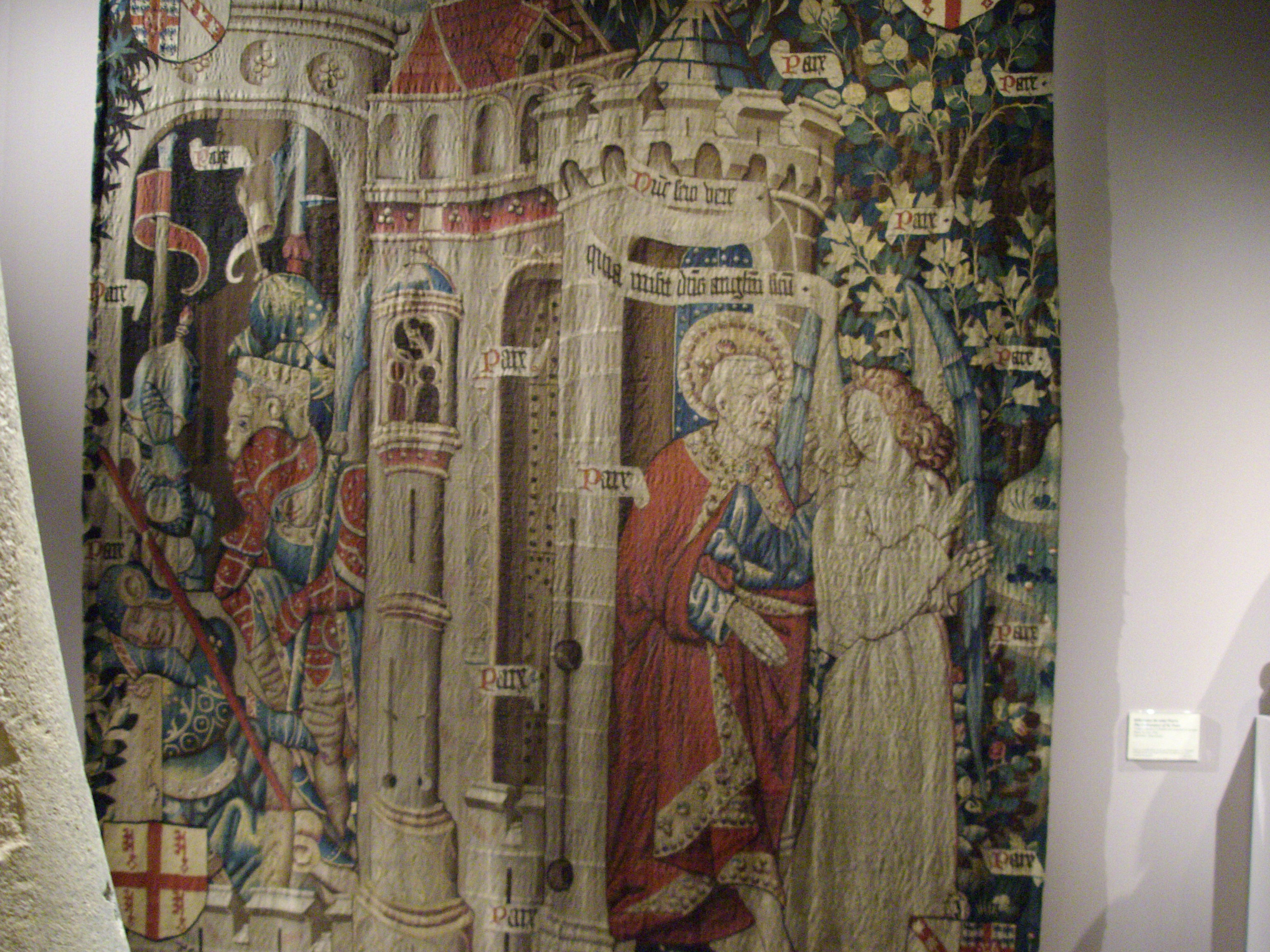
Tapisserie à ses armes léguée par Guillaume de Hellande à la cathédrale
Armes de Guillaume de Hellande évêque de Beauvais
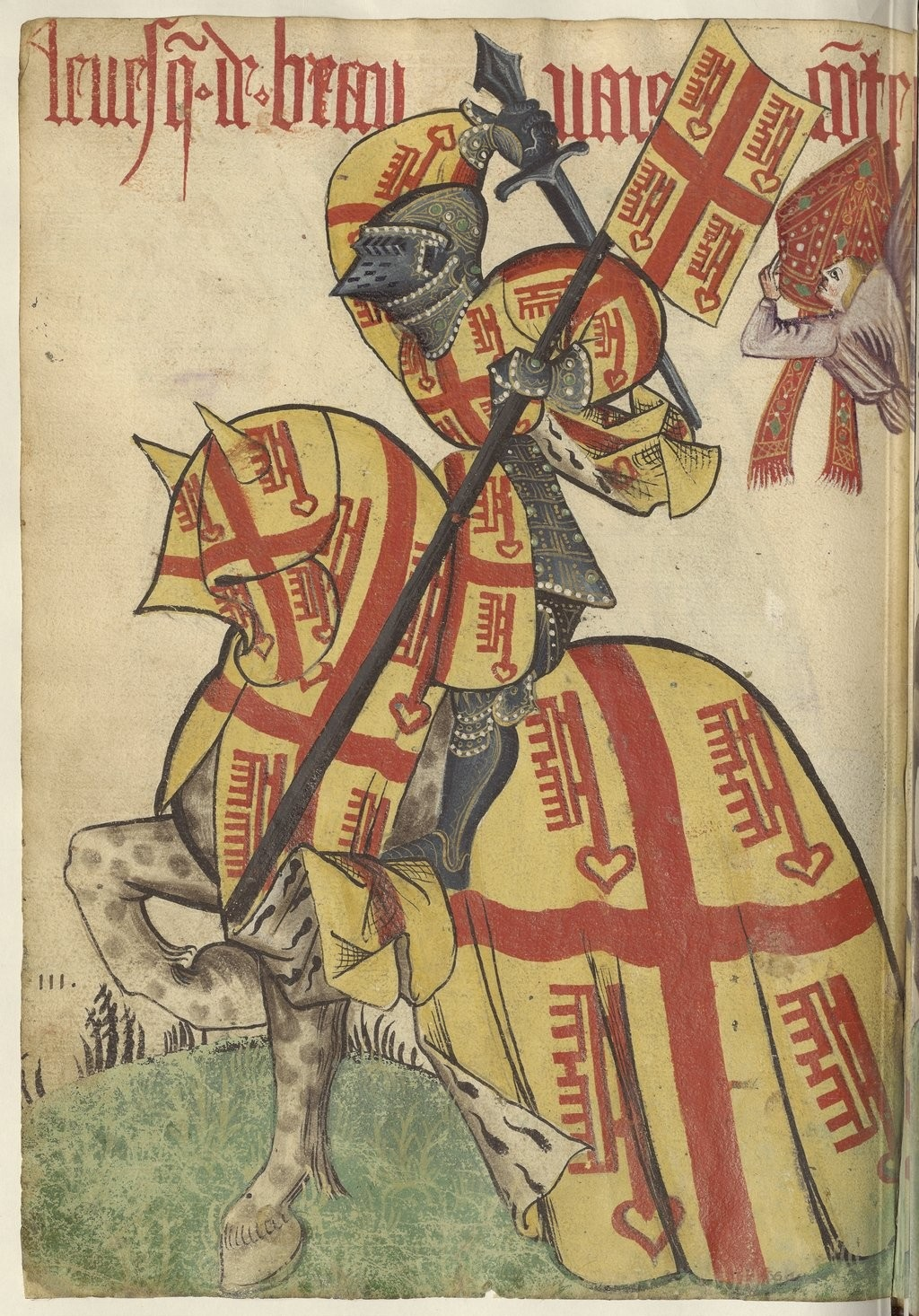
Le comte-évêque de Beauvais dans l'Armorial de la Toison d'or (1461)

## Ses armes
Plusieurs armes peuvent le désigner :
- Celles de son père : d'argent, à la bande de gueules chargée de trois marteaux d'or.
- Celles du chapitre de la cathédrale de Beauvais : d'or à la croix de gueule cantonné de quatre clefs du même, posés en pal.
- La combinaison des armes de son père et de celles de sa mère : écartelé, au premier et au dernier quartier, d'argent à la bande de gueules chargée de trois marteaux d'or (armes de Robert de Hellande) aux deuxième et troisième, d'or à la croix de gueule cantonnée de seize alérions d'azur (armes de Jeanne de Montmorency) sur le tout, de gueules semé de trèfles d'or, à deux bars adossés de même (armes de Nesle-Offémont).

Ces différentes armes apparaissent sur les tapisseries qu'il a léguées à la cathédrale de Beauvais.